# Old Hopland
Old Hopland – obszar niemunicypalny w hrabstwie Mendocino, w Kalifornii (Stany Zjednoczone), na wysokości 152 m. Znajduje się nad wschodnim brzegiem Russian River, około 1,3 km na wschód od Hopland.